# Wzór Wallisa
Wzór Wallisa – rozwinięcie liczby π w iloczyn nieskończony uzyskane w roku 1655 przez Johna Wallisa. Historycznie wzór Wallisa był jednym z pierwszych przedstawień liczby π w postaci granicy ciągu liczb wymiernych, które było stosunkowo proste do wyliczenia. Dziś wzór ten ma znaczenie raczej historyczne ponieważ istnieją rozwinięcia liczby π pozwalające na przybliżone obliczanie wartości tej liczby „szybciej zbieżne”. Wzór Wallisa ma postać:
{\displaystyle \prod _{n=1}^{\infty }{\frac {(2n)(2n)}{(2n-1)(2n+1)}}={\frac {2}{1}}\cdot {\frac {2}{3}}\cdot {\frac {4}{3}}\cdot {\frac {4}{5}}\cdot {\frac {6}{5}}\cdot {\frac {6}{7}}\cdot {\frac {8}{7}}\cdot {\frac {8}{9}}\cdot \ldots ={\frac {\pi }{2}}.}

## Wyprowadzenie
Pierwiastki funkcji {\displaystyle {\tfrac {\sin x}{x}}} są postaci {\displaystyle k\pi ,} gdzie {\displaystyle k} jest liczbą całkowitą. Postępując a priori analogicznie jak w teorii wielomianów, funkcję tę przedstawia się jako nieskończony iloczyn czynników dwumiennych:
{\displaystyle {\frac {\sin x}{x}}=k\left(1-{\frac {x}{\pi }}\right)\left(1+{\frac {x}{\pi }}\right)\left(1-{\frac {x}{2\pi }}\right)\left(1+{\frac {x}{2\pi }}\right)\left(1-{\frac {x}{3\pi }}\right)\left(1+{\frac {x}{3\pi }}\right)\dots ,}
gdzie {\displaystyle k} jest pewną stałą. Aby znaleźć granicę {\displaystyle k} zauważamy, że
{\displaystyle \lim _{x\to 0}{\frac {\sin x}{x}}=\lim _{x\to 0}\left(k\left(1-{\frac {x}{\pi }}\right)\left(1+{\frac {x}{\pi }}\right)\left(1-{\frac {x}{2\pi }}\right)\left(1+{\frac {x}{2\pi }}\right)\left(1-{\frac {x}{3\pi }}\right)\left(1+{\frac {x}{3\pi }}\right)\ldots \right)=k.}
Korzystając z faktu, iż:
{\displaystyle \lim _{x\to 0}{\frac {\sin x}{x}}=1,}
otrzymujemy {\displaystyle k=1.} Następnie otrzymujemy wzór Eulera-Wallisa dla funkcji sinus:
{\displaystyle {\frac {\sin x}{x}}=\left(1-{\frac {x}{\pi }}\right)\left(1+{\frac {x}{\pi }}\right)\left(1-{\frac {x}{2\pi }}\right)\left(1+{\frac {x}{2\pi }}\right)\left(1-{\frac {x}{3\pi }}\right)\left(1+{\frac {x}{3\pi }}\right)\dots ,}
{\displaystyle {\frac {\sin x}{x}}=\left(1-{\frac {x^{2}}{\pi ^{2}}}\right)\left(1-{\frac {x^{2}}{4\pi ^{2}}}\right)\left(1-{\frac {x^{2}}{9\pi ^{2}}}\right)\ldots }
Podstawiając {\displaystyle x={\frac {\pi }{2}}}
{\displaystyle {\frac {1}{\frac {\pi }{2}}}={\frac {2}{\pi }}=\left(1-{\frac {1}{2^{2}}}\right)\left(1-{\frac {1}{4^{2}}}\right)\left(1-{\frac {1}{6^{2}}}\right)\ldots =\prod _{n=1}^{\infty }\left(1-{\frac {1}{4n^{2}}}\right).}
Ostatecznie:
{\displaystyle {\frac {\pi }{2}}=\prod _{n=1}^{\infty }\left({\frac {4n^{2}}{4n^{2}-1}}\right)=\prod _{n=1}^{\infty }{\frac {(2n)(2n)}{(2n-1)(2n+1)}}={\frac {2}{1}}\cdot {\frac {2}{3}}\cdot {\frac {4}{3}}\cdot {\frac {4}{5}}\cdot {\frac {6}{5}}\cdot {\frac {6}{7}}\cdot {\frac {8}{7}}\cdot {\frac {8}{9}}\cdot \ldots }
Podstawiając w równaniu przybliżenie Stirlinga zarówno dla {\displaystyle k!,} jak i dla {\displaystyle 2k!,} można po krótkich obliczeniach zauważyć, że {\displaystyle p_{k}} zbiega do {\displaystyle \pi /2} przy {\displaystyle k\to \infty .}